# Misfit
Misfit — американский производитель потребительской электроники и носимых устройств с одноименным брендом, основанный 14 октября 2011 года Сонни Ву, Джоном Скалли и Шридхаром Айенгаром. Ву и Айенгар ранее  были сооснователями компании AgaMatrix, создавшей iBGStar - первый одобренный FDA медицинский модуль для смартфона. Джон Скалли - бывший генеральный директор Apple.
В ноябре 2015 Misfit была куплена Fossil Group за $260 млн..

## История
Misfit была основана 14 октября 2011 года и названа в память Стива Джобса, который умер за девять дней до основания компании. Название компании вдохновлено рекламой 1997 года, в которой дебютировал слоган Apple «Думай по-другому»:

Вот сумасшедшие. Несоответствующие. Бунтари. Смутьяны. Круглые втулки в квадратных отверстиях. Те, кто видят вещи по-другому. Они не любители правил. И у них нет уважения к статусу-кво. Вы можете цитировать их, не соглашаться с ними, возвеличивать или принижать. Единственная вещь, которую вы не можете – это игнорировать их. Потому что они меняют вещи. Они толкают человеческую расу вперед. И пока некоторые считают их безумцами, мы видим гениев. Потому что люди, достаточно сумасшедшие, чтобы думать, что они могут изменить мир, являются теми, кто сделает это.
Оригинальный текст (англ.)Here’s to the crazy ones. The misfits. The rebels. The troublemakers. The round pegs in the square holes. The ones who see things differently. They’re not fond of rules. And they have no respect for the status quo. You can quote them, disagree with them, glorify or vilify them. About the only thing you can’t do is ignore them. Because they change things. They push the human race forward. And while some may see them as the crazy ones, we see genius. Because the people who are crazy enough to think they can change the world, are the ones who do.
— Стив Джобс
В апреле 2012 года Misfit привлекла $7,6 млн. инвестиций в рамках раунда «А». В декабре 2013 года компания получила $15,2 млн. в  раунде «B» привлечения инвестиций на исследования и разработку продуктов, которые, как ожидается, будут выпущены в 2014 году. Крупнейшим инвестором раунда «B» стал Horizons Ventures Ли Кашина, к которому присоединились Translink Capital и The Coca-Cola Company. Предыдущие инвесторы, такие как Founders Fund, Khosla Ventures, Norwest Venture Partners, O'Reilly AlphaTech Ventures, IncTank и Макс Левчин также приняли участие в раунде «B» привлечения инвестиций.
В январе 2015 года Misfit объявила, что они выходят за рамки фитнес-трекеров к устройствам умного дома и управлению смартфонами. Пользователи Flash и Shine смогут управлять электрическими лампочками, дверными замками, термостатами и домашними развлекательными центрами со своего носимого устройства. В апреле 2015 года компания запустила обновленное приложение Misfit 2.0, которое включало интеграцию других сервисов, таких как Spotify и Yo, а также возможность синхронизации с продуктами умного дома, такими как Beddit.
В ноябре 2015 года Misfit была приобретена компанией Fossil Group за $260 млн. После приобретения, Misfit объявила о выпуске фитнес-трекера Ray и беспроводных наушников Spector.

## Кобрендинг
В партнерстве с Coca-Cola компания Misfit выпустила специальную версию фитнес-трекер Coca-Cola Red Shine для североамериканской программы лояльности компании. В дальнейшем она использовалась во время летней кампании Coca-Cola «Get the Ball Rolling» 2013 года. В 2014 году Misfit вновь сотрудничала с Coca-Cola в рамках гостевой программы Зимних Олимпийских игр 2014 года, раздвая фитнес-трекер Shine спортсменам-участникам, VIP-гостям и болельщикам во время эстафеты Олимпийского огня.
В 2014 году Misfit запустила программу Oscar Misfit совместно с американской страховой компанией Oscar Health Insurance. В рамках программы каждый застрахованный клиент Oscar Health Insurance получил возможность зарабатывать по $20 в месяц, выполняя заданную для него норму по пройденной дистанции.
Victoria’s Secret после запуска линейки VS Sport в сотрудничестве с Misfit выпускает специальную розовую версию фитнес-трекера Shine.
В 2015 году Misfit объявила о партнерстве с Swarovski для создания коллекции Swarovski Shine, которая сочетает знаменитые искусственные кристаллы с фитнес-трекером Misfit. В коллекцию входят два носимых водонепроницаемых устройства и девять дополнительных аксессуаров совместно разработанных обеими компаниями.
В сотрудничестве с Speedo Misfit в 2015 году выпускает Speedo Shine - водонепроницаемый фитнес-трекер, который может отслеживать количество кругов в бассейне, а также пройденные шаги, сожженные калорий и сон.

## Продукты

### Shine
Фитнес-трекер Shine стал первым продуктом Misfit и был запущен с помощью кампании Indiegogo в 2012 году. Своей цели в $ 100,000  Misfit достигла в течение десяти часов и собрала $846,675 за всё время кампании, которая длилась чуть более двух месяцев. Соучредители использовали краудфандинг, чтобы получить обратную связь о продукте и рынке трекеров активности и носимых технологий. Shine стал флагманским продуктом компании. Фитнес-трекер изготавливается из авиационного алюминия. Одновременно с стартом продаж было выпущено и приложение для iPhone. Приложение для Android было выпущено в декабре 2013 года. Shine способен отслеживать различные виды деятельности, включая ходьбу, бег, езду на велосипеде, плавание и сон. Диаметр фитнес-трекера около 30 мм и его можно носить в различными способами: как браслет, кулон или прикрепить к одежде с помощью магнитного клипа. Также Shine можно погружать в воду на глубину до 50 м и он не требует зарядки..
В ноябре 2015 года был выпущен Shine 2. Устройство второго поколения тоньше и шире, чем его предшественник и имеет другой тип светодиодов на лицевой стороне. Кроме того к уже имеющимся фуекциям добавилась возможность настройки вибро-сигналов и уведомлений. Время автономной работы не изменилось.